# Пісоцький (село)
Пісо́цький —  село в Україні, в Яворівському районі Львівської області. Населення становить 160 осіб. Орган місцевого самоврядування - Яворівська міська рада.